# アーガー・モハンマド・シャー
アーガー・モハンマド・シャー（ペルシア語: آقا محمد شاه, Agaa Muhammad Shah、1742年3月14日 - 1797年6月17日）は、イランのガージャール朝の初代シャー（在位：1779年 - 1797年6月17日）。即位前はアーガー・モハンマド・ハーンと呼ばれた。

## 生涯

### 去勢された少年
父はトルコ系ガージャール族の族長として勢力を誇ったムハンマド・ハサン・ハーンである。生年は1734年頃ともいわれている。
ガージャール族は11世紀にイランに進出し、サファヴィー朝の支配下で過ごしたが、王朝崩壊後はアフシャール朝のナーディル・シャーに従った。1747年にナーディル・シャーが部下の反乱で暗殺されると、ムハンマド・ハサンはカスピ海南岸一帯に独立勢力を築いた。
だが、ナーディル・シャーの跡を継いだアーディル・シャーがガージャール族の勢力拡大を憂いて鎮圧に乗り出す。このときにアーガー・モハンマド・ハーンは捕らえられ、アーディルの命令で去勢されてしまった。時に数えで14歳（もしくは6歳）の時である。

### 父の死と人質生活
アフシャール朝はその後、アーディル・シャーが処刑されるなどして衰退した。代わって勢力を強めたのがザンド朝のカリーム・ハーンとガージャール族のムハンマド・ハサンであった。両者はイランの覇権をめぐって激突し一時はムハンマドが優勢だったが、1757年にシーラーズの戦いで敗退するムハンマドの勢力は急速に衰退し、1759年にカリームによって殺害された。このとき、アーガー・モハンマド・ハーンはカリームに捕らえられ、人質としてシーラーズの宮廷に連れてこられた。
アーガー・モハンマド・ハーンはカリーム・ハーンに大変寵愛され、厚遇を受けた。またカリームの養育を受けて学問に励んだといわれる。

### 覇権争い
1779年にカリームが死ぬと、ザンド朝で後継者争いが起こった。アーガー・モハンマド・ハーンはこうなることを察知していたのか、カリーム没後の翌日にはシーラーズから逃亡する。そしてカージャール族をまとめ上げてイランの覇権争いに加わった。
1785年までには父時代のカスピ海南岸からエルブルズ山脈の一帯に勢力を確立した。そしてイラン中央部の制圧を目論み、2年後にはイスファハーンとテヘランを奪い、テヘランを都にした。1794年にはファールスとケルマーンを制圧し、ルトフ・アリー・ハーンを捕らえて処刑し、ザンド朝を滅ぼした。
その後、イランの北西部に進出。またイランの北東部にある要衝のマシュハドにも進出する。だが、この頃はロシア帝国による南下政策が脅威になっており、アーガーは1795年にロシアと関係の深かったグルジアに攻め込んでロシア帝国の脅威を排除した。
1796年にはマシュハド一帯を支配していたアフシャール朝のシャー・ルフ（ナーディル・シャーの孫）を捕らえて殺し、アフシャール朝をも滅ぼした。そしてイランのほぼ全土を制圧したことを背景にして、ムガン平原で戴冠式を行ない、カージャール朝を創始した。

### 最期
1797年、アーガー・モハンマド・シャーはロシア帝国の南下を抑えるため、コーカサスに遠征した（en:Persian Expedition of 1796）。ところがこのとき、アーガーは2人の召使が自分の居室で喧嘩をしているのを目撃する。アーガーは激怒して召使を処刑するように命じたが、部下の取り成しでその召使を許してしまい、さらにその召使にそのまま自分の身の回りの世話まで任せてしまった。
だが、召使はアーガー・モハンマド・シャーの気が変わることを恐れた。そして6月17日、召使はアーガーが寝ていたところを刺殺したという。没年齢は64歳あるいは56歳。
少年時代に去勢されていたためにアーガー・モハンマド・シャーには実子が無かった。このため、弟のフサイン・クリー・ハーン（フサイン・クリーは1777年に早世）の息子であるファトフ・アリー・シャーが跡を継いだ。

## 人物・逸話
- アーガーは残虐な一面があったと伝わる。自らを去勢したアフシャール朝と父を殺したザンド朝の最後の君主をいずれも捕らえて拷問にかけた後に処刑している。また、チフリスやケルマーンで市民を虐殺したり大量に奴隷にしたりしている。

## 画像

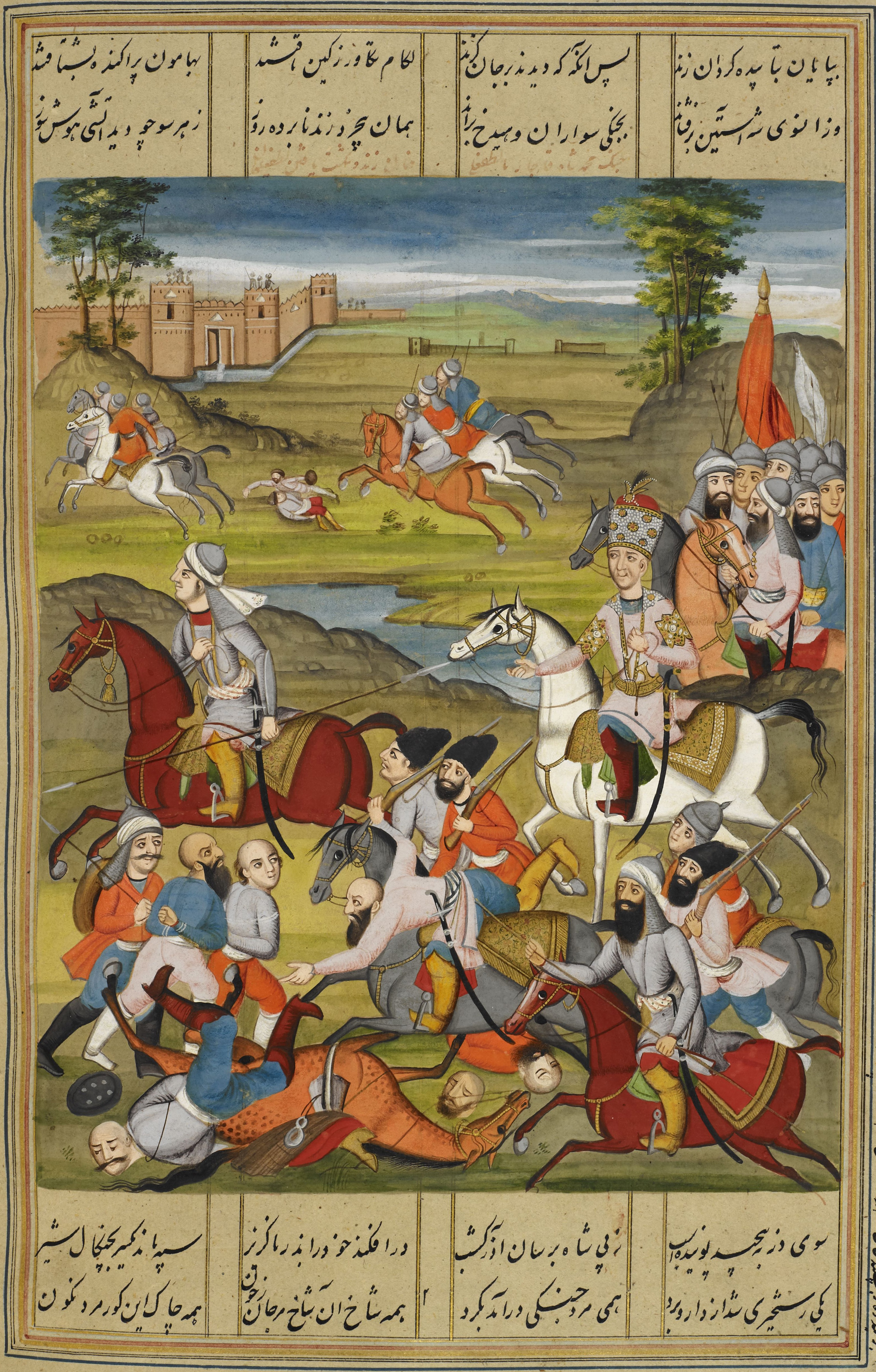
ルトフ・アリー・ハーンを打ち負かすアーガー・モハンマドを描いた絵。背後の街はシーラーズとされる（大英博物館所蔵）
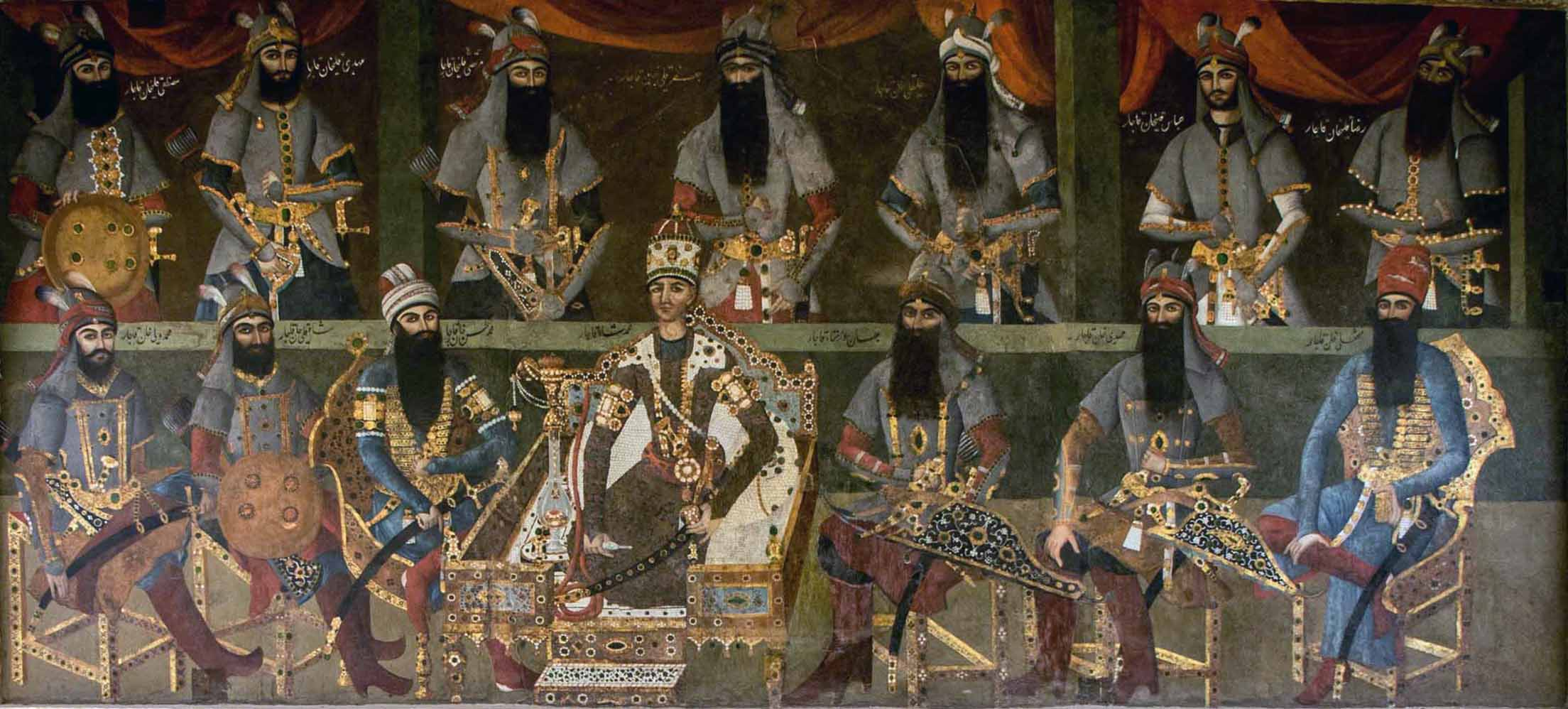
アーガー・モハンマドと家臣団
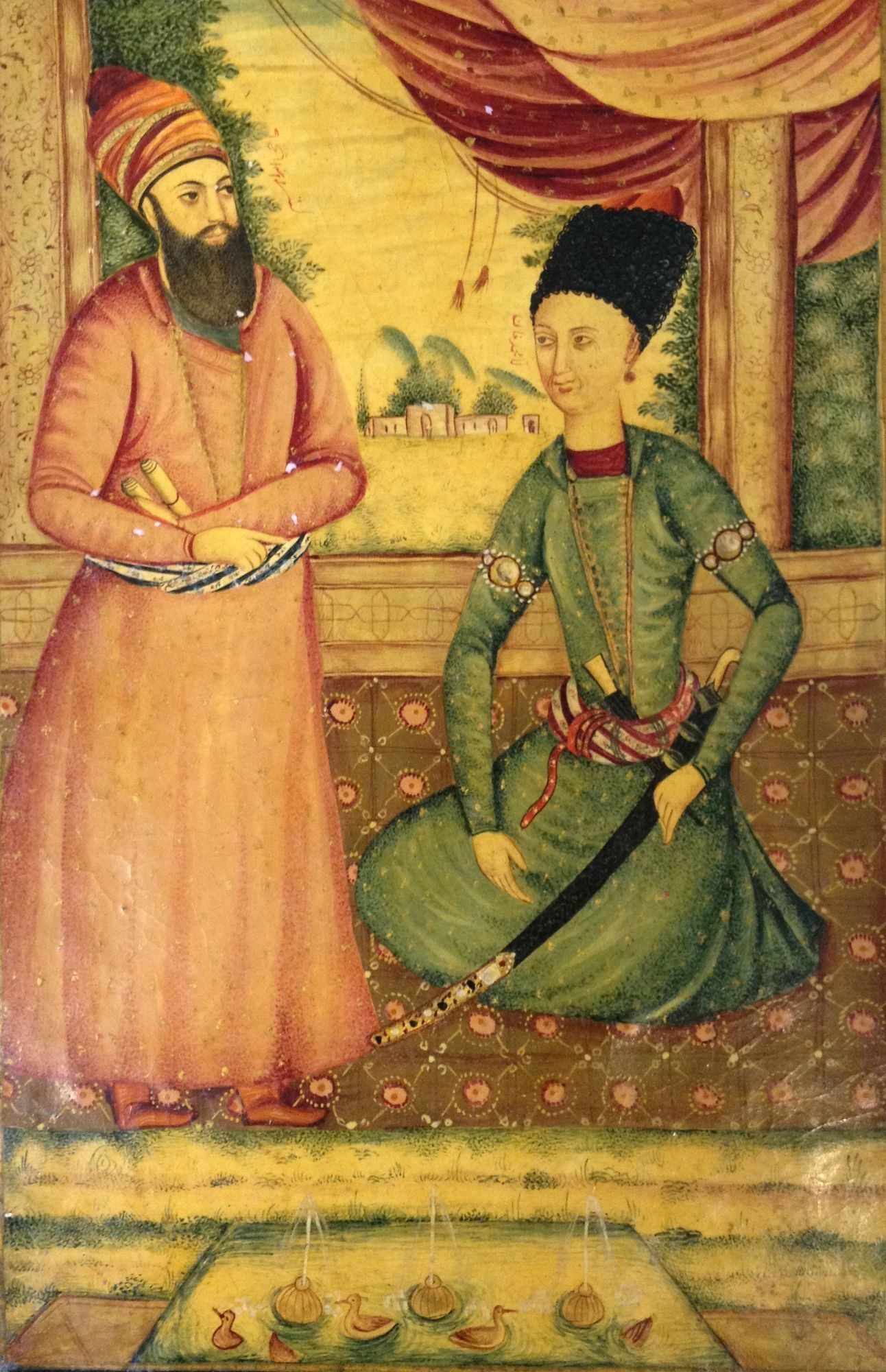
アーガー・モハンマドと宰相ハッジ・イブラーヒーム・シラージ（英語版）